# Bloedzeester
De bloedzeester (Henricia oculata) is een zeester uit de familie Echinasteridae. Het is inheems in Noordwest-Europa. Het werd in 1777 voor het eerst beschreven als Asterias oculata door de Britse zoöloog Thomas Pennant, later overgebracht naar het geslacht Henricia.

## Beschrijving
De bloedzeester is een vijfarmige zeester die groeit tot een diameter van ongeveer 10 à 12 cm. Het is nogal stijf en het aborale (bovenste) oppervlak voelt ruw aan vanwege de vele lage stekels onder de huid. Het is variabel van kleur en is donkerrood, bruin, paars of geelachtig, de buitenste delen van de armen zijn soms bleker dan de schijf en de binnenste delen. Het lijkt qua uiterlijk sterk op de bloedrode zeester (Henricia sanguinolenta), maar heeft de neiging om meer onregelmatig gerangschikte dorsale stekels te hebben die ondoorzichtiger zijn.

## Verspreiding
De bloedzeester leeft in de Atlantische Oceaan (voornamelijk rond de kusten van het Verenigd Koninkrijk en Ierland), het Kanaal en de Noordzee tot op een diepte van circa 100 meter. Het is een veel voorkomende zeester in sublitorale leefgebieden met veel waterbeweging, bij voorkeur op blootgestelde plaatsen, in kelpbossen, in stroomversnellingen of op verticale kliffen.

## Ecologie
H. oculata is voornamelijk een filtervoeder en consumeert zwevende organische deeltjes en detritus, sponzen, hydroïdpoliepen en mosdiertjes, maar de zeester kan zijn dieet deze aanvullen door zijn maag om te keren om zich te voeden met andere ongewervelde dieren. Meer dan 90% van de individuen van deze soort wordt geassocieerd met een parasitaire roeipootkreeft, Asterocheres lilljeborgi.